# Ribaué (distrito)
Ribaué es un distrito y el nombre de su capital, situado en la zona oriental de la provincia de Nampula, en Mozambique. 

## Características
Limita al norte y al noreste con el distrito de Lalaua, al oeste con el de Malema, al sur con el Alto Molócue y Gilé de la provincia da Zambezia, y al este con Murrupula, Nampula y Mecubúri.
Tiene una superficie de 6.281 km² y según datos oficiales de 1997 una población de 128.209 habitantes, lo cual arroja una densidad de 24,4 habitantes/km².

## División administrativa
Este distrito formado por cinco localidades, se divide en tres puestos administrativos (posto administrativo), con la siguiente población censada en 2005:
- Ribaué, sede y 57 528 (Chica, sede y Namigonha).
- Cunle, 18 994.
- Iapala, 72 272 (Norre).